# Kleine nachtzwaluw
De kleine nachtzwaluw (Setopagis parvula, synoniem:Caprimulgus parvulus) is een vogel uit de familie van de nachtzwaluwen (Caprimulgidae).

## Verspreiding en leefgebied
De broedgebieden van de kleine nachtzwaluw liggen in verspreid in een groot gebied van Brazilië tot het oosten van Peru en in Noord-Argentinië en Uruguay. Het is een vogel van half open landschappen en extensief beheerd cultuurland.

## Status
Doordat de kleine nachtzwaluw een groot verspreidingsgebied heeft, is de kans op uitsterven gering. De grootte van de populatie is niet gekwantificeerd. De vogel is in redelijk algemeen en er is geen aanleiding te veronderstellen dat de soort in aantal achteruit gaat. Om deze redenen staat deze nachtzwaluw als niet bedreigd op de Rode Lijst van de IUCN.